# Danity Kane
Danity Kane foi um girl group americano formado em 2005, cuja formação mais recente consistia em Aubrey O'Day, Dawn Richard e Shannon Bex. O grupo originalmente tinha cinco membros, mas Wanita "D. Woods" Woodgett saiu em 2008, e Aundrea Fimbres saiu em 2014. Formado na terceira temporada do talent show Making the Band, da MTV em 2005, elas assinaram com a Bad Boy Records, gravadora de propriedade de Diddy.
O álbum de estréia auto-intitulado do grupo foi lançado em 2006 e obteve sucesso nos Estados Unidos, vendendo um milhão de cópias no mercado interno, enquanto gerou dois singles nos dez primeiros lugares da parada Billboard Hot 100: "Show Stopper" e a balada "Ride for You". Seu segundo disco, Welcome to the Dollhouse, foi lançado em 2008 após o lançamento de "Damaged"; seu segundo single no top 10. A banda se tornou o primeiro grupo feminino na história da Billboard a estrear seus dois primeiros álbuns no topo da Billboard 200.
Apesar do sucesso inicial, os conflitos no Danity Kane levou a uma reunião com Diddy onde, no episódio final de Making the Band 4, exibido em outubro de 2008, ele demitiu O'Day e Woodgett do grupo. O trio remanescente continuou com eventos promocionais previamente agendados antes de se separarem oficialmente no início de 2009. Todas as membros do grupo foram finalmente liberadas de seus contratos com a Bad Boy Records no final do ano. Em 2013, quatro das cinco membros do grupo (O'Day, Bex, Richard e Fimbres) fizeram um anúncio oficial sobre sua reunião nos MTV Video Music Awards de 2013; no entanto, em 16 de maio de 2014, a primeira noite de sua turnê de reunião em São Francisco, Fimbres anunciou sua saída do Danity Kane por querer priorizar sua família, deixando o grupo como um trio.
Em 8 de agosto, após uma briga no estúdio de gravação entre O'Day e Richard, o grupo anunciou publicamente sua dissolução. Embora tenham se separado, seu terceiro álbum de estúdio, DK3, foi lançado em outubro de 2014. Após a segunda separação, Richard continuou a lançar músicas solo, enquanto O'Day e Bex formaram uma dupla chamada Dumblonde. Em agosto de 2018, o trio anunciou que se reuniria e faria uma turnê juntas. O'Day e Richard lançaram novas músicas como uma dupla sob o comando do Danity Kane em 2020. No entanto, desde março de 2020, o grupo parou de postar em sua conta oficial no Instagram, dando a entender que o Danity Kane novamente se dissolveu.

## Historia

### 2004-2005: Formação
Em 2004, o produtor Diddy voltou com Making the Band 3, desta vez procurando formar um grupo feminino. Com a ajuda da coreógrafa Laurie Ann Gibson, o treinador vocal Doc Holiday e do empresário de talentos Johnny Wright, ele partiu em uma busca por várias cidades e convidou 20 jovens meninas de quase 10 mil candidatas para viver e competir por posições no grupo em uma mansão na cidade de Nova Iorque. Quando sete meninas restaram, Combs ficou descontente com o nível de talento delas na competição e decidiu não formar uma banda. Ele, no entanto, deu uma chance a três concorrentes que sentiu que mereciam outra oportunidade, inclusive as melhores amigas Aubrey O'Day e Aundrea Fimbres, cujo vínculo estreito formou-se originalmente no início da temporada. Os três concorrentes se tornaram os primeiros a aparecer na 2ª temporada do programa.
Depois, Combs, mais uma vez pressionou a equipe para fazer um teste com novas meninas. Finalmente, 20 candidatas foram escolhidas e se mudaram para um apartamento em Nova Iorque. Os espectadores investiram na amizade de O'Day e Fimbres, nomeando-as "AUs" e "Aubrea" (junção de seus primeiros nomes juntos), enquanto observavam as duas competindo mais uma vez por vagas no grupo. Como os desafios da concorrência aumentaram, a amizade delas parecia tornar-se a base sobre a qual o grupo estava sendo construído. Além disso, O'Day emergiu como o destaque do programa.
Depois de semanas de aulas de dança e canto, aparições promocionais, e uma performance em frente a 10 mil pessoas em um concerto do Backstreet Boys no Nissan Pavilion, 11 participantes permaneceram, inclusive O'Day e Fimbres. As finalistas foram mandadas para casa por três meses, e retornaram para a reta final em novembro de 2005. Na final da segunda temporada, em 15 de novembro de 2005, o programa quebrou recordes para a MTV como milhões de telespectadores assistindo para ver o grupo sendo formado oficialmente. Cinco das 11 participantes restantes foram escolhidas: O'Day foi a primeira, Wanita "D. Woods" Woodgett a segunda, Shannon Bex a terceira,  Dawn Angeliqué Richard foi a quarta e Fimbres a última. Na terceira temporada de Making the Band foi mostrado o desenvolvimento da nova banda: a partir de então o grupo passou a ser conhecido como "Danity Kane". O grupo viria a ser apresentado na segunda e terceira temporadaa de Making the Band 4 com a nova boy band Day26, também com o novo artista solo Donnie Klang.

### 2006-2007:Danity Kane
Depois de meses de gravação, álbum de estréia da banda Danity Kane foi lançado com críticas mistas em 22 de agosto de 2006, no Estados Unidos. Produzido por Timbaland, Scott Storch, Rodney Jerkins, Mario Winans e Ryan Leslie, entre outros, o álbum vendeu mais de 90.000 cópias no primeiro dia de lançamento , e mais de 234 mil na primeira semana de lançamento. Ele finalmente estreou no número um na U.S. Billboard 200 Albums Chart, batendo a veterana Christina Aguilera com Back to Basics. O álbum recebeu uma certificação de platina da RIAA em novembro de 2006. O primeiro single do álbum "Show Stopper", produzido por Jim Jonsin, foi lançado nas rádios em 4 de agosto de 2006, e, posteriormente, estreou no número 17 na Billboard Hot 100, que entretanto chegou ao número 8 nesse gráfico particular. Fora dos Estados Unidos, a canção se tornou um sucesso no top-30 na Alemanha e Lituânia. A seleção para o segundo single do álbum, "Ride for You" que foi produzido por Bryan-Michael Cox, foi influenciado por uma votação de fãs que deu votaram através de e-mails, MySpace, e o site oficial do grupo. O vídeo da música para a canção estreou no Total Request Live da MTV em 5 de dezembro de 2006, no mesmo dia, a banda lançou uma canção natalina chamada "Home for Christmas", que foi escrita por um membro do grupo, Dawn Richard.
Entre fevereiro de 2007 a maio de 2007 Danity Kane se apresentou como um ato de abertura, juntamente com o Pussycat Dolls, na turnê de Christina Aguilera, Back To Basics Tour. Entretanto, a banda intensificou os trabalhos em seu segundo álbum, que estava inicialmente previsto para ser lançamento em 2007, mas acabou sendo adiado para 2008.

#### Os rumores de dissolução
Desde a criação do grupo em 2005, Danity Kane foi atormentado por rumores sobre o fim do grupo. Tal especulação existia, devido à origem do grupo de ser construído a partir de um reality show, a sua gestão, a gravadora e mentor.
No verão de 2007, durante um hiato entre o primeiro e o segundo álbun, especulação por fãs e pela mídia circulou na Internet sobre a possibilidade de Danity Kane se dividir. Os rumores foram alimentados por citações fora de contexto (principalmente quando Aubrey O'Day foi questionado pelo TMZ sobre sua relação com o grupo feminino pop de sucesso Pussycat Dolls e seu programa de televisão Pussycat Dolls Present: The Search for the Next Doll) e pelo trabalho dos membros do grupo fora do Danity Kane, desde o lançamento de seu álbum de estréia. D. Woods tinha associação com outro grupo de garotas, The Girl's Club, foi especificamente citado como adicionar credibilidade aos rumores de separação. Additionally, reports of solo careers and of new groups forming from various combinations of members of the group were rampant.
Ao longo desses rumores, os membros do Danity Kane, muitas vezes publicaram respostas pessoais on-line para as especulações de separação. Em 25 de julho de 2007, Danity Kane lançou um comunicado em sua página oficial no MySpace afirmando que elas ainda estavam juntas e trabalhando em seu segundo álbum.

### 2007-2008:Welcome to the Dollhouse
Ao fazer várias aparições solo em álbuns de outros artistas durante o outono de 2007, Danity Kane foi destaque na segunda temporada da quarta iteração do Making the Band, que estreou 28 de janeiro de 2008 na MTV, onde cantor solo Donnie Klang, Day26, e as meninas, escreveu seus álbuns juntos.
"Damaged" foi eleito o primeiro single de seu segundo álbum Welcome to the Dollhouse, foi oficialmente lançada como single digital em 29 de janeiro de 2008. O videoclipe foi nomeado para o MTV Video Music Award para "Melhor Vídeo Pop" e "Melhor dança em um vídeo", mas perdeu para "Piece of Me" da Britney Spears e "When I Grow Up" do Pussycat Dolls respectivamente. Welcome to the Dollhouse foi finalmente lançado em 18 de março de 2008 nos Estados Unidos, onde estreou no número um na Billboard 200, com a primeira semana de vendas de 236 mil cópias (2.000 unidades a mais do que o seu auto-intitulado álbum de estréia). O álbum acabou por receber uma certificação de ouro da RIAA em abril de 2008. Em 28 de setembro de 2008, o álbum vendeu um total de 546.790 cópias. Em uma entrevista de maio de 2008 com Kiwibox.com, Danity Kane revelou que o próximo single de "Damaged" seria "Bad Girl".
Na segunda final da temporada de Making the Band 4, foi anunciado que Danity Kane realizaria uma turnê em 2008 e seria destaque na próxima temporada de Making the Band, como Diddy afirmou. A terceira temporada de Making the Band 4 estreou na MTV em 19 de agosto de 2008. Cerca de uma semana depois, as meninas foram destaque em uma entrevista com o Z100 no Festival de Dança Beatstock. Eles disseram que estavam planejando lançar outro single depois de "Bad Girl". Isso foi antes da partida de O'Day e Woods.

### 2008-2009: Dissolução
Em meados de 2008, antes da partida do O'Day e Woods, Danity Kane planejado para começar a pré-produção de seu terceiro álbum de estúdio, que teria começado em janeiro de 2009. Nesse meio tempo, Danity Kane lançou uma linha de jeans através de Dollhouse. Em Russell Simmons Plastic Caixa Internacional, a decisão foi tomada para caracterizar a imagem do Danity Kane nos cartões de débito Visa. O grupo também tinha sido parte de uma nova campanha para o PETA (Pessoas pelo Tratamento Ético dos Animais). Coletivamente, como um grupo, havia planos para uma linha de perfumes, roupas e maquiagem. Richard tinha desenvolvido uma história em quadrinhos baseada no super-herói do grupo com base em seu nome, que foi destinado para lançamento em algum momento de 2009.
No entanto, em 28 de janeiro de 2009 em entrevista com a MTV News, Richard anunciou que o grupo se desfez. Richard explicou que Combs convidou todas as mulheres a voltar para a temporada de 2009 do Making the Band e que apenas duas delas apareceram. "Isso muda [nossa situação] completamente", disse ela. "Nós temos fãs lá fora que amam Danity Kane. Nós amamos Danity Kane. É difícil. Estamos sentados aqui tentando fazer sentido agora. É difícil. Vamos colocar nessa posição que nós não pedimos para ser e estamos sendo orientadas a corrigi-lo".
Os dois membros dispostos a continuar dentro do grupo foram Richard e Fimbres. Shannon Bex não apareceu. Na série e em uma entrevista anterior, ela havia declarado explicitamente seu descontentamento com Danity Kane sendo dividido. "Eu não sei por que [Bex]", disse Richard. "Eu acho que ela está muito feliz. Eu não quero sequer tentar respondê-la porque isso não é justo com ela. Que eu não [falado com ela], mas eu ouvi dizer que ela está indo bem com o marido e ela tem uma casa. Eu a amo, mas eu não sei". Richard ficou surpreso que apenas dois membros mostraram-se para mais uma temporada. "A coisa sobre isso ... Eu pensei que estávamos todos indo para voltar e falar, ou talvez se [O'Day] não voltar, porque eu não sei como [Combs] estava se sentindo sobre isso, se quatro de nós ficássemos juntas. Eu não sabia o que esperar. só sei que saí do avião e descobri que eu era a única que existia e [Fimbres] veio no dia seguinte".
Ainda na descrença sobre as saídas de O'Day e Woods, bem como a especulação sobre a sexualidade de O'Day e sua próxima Playboy, Richard disse: "Eu ainda estou surpresa com tudo isso. Eu ainda estou tentando recuperar o primeiro fogo. Então, eu ainda estou confusa. Eu ainda não sei. estou apenas sendo honesta. Eu não tenho nenhuma ideia".
Em 25 de fevereiro de 2009, O'Day disse à MTV News que ela não tinha certeza se Woods havia sido chamada de volta para a nova temporada de Making the Band, tanto quanto ela sabia, mas que ela mesma não foi convidada para voltar. "Bem, eu fui demitido e todas nós vimos isso", disse ela. "Eu não tenho certeza sobre as outras meninas - que foram convidadas a voltar ou o que eles foram convidados à fazer - mas, obviamente, não seria convidada a voltar se eu fui demitida".
O'Day transmitiu a sua esperança de que os fãs continuem a honrar o grupo que "fez dela uma estrela". "Danity Kane era um grupo maravilhoso, e como todas as coisas, nada é para sempre", disse ela. "Nós tivemos uma grande corrida e fomos muito bem sucedidos. Podemos não ter a resposta para os nossos fãs, o que é decepcionante, mas nós tentamos, e isso é mais do que um monte de gente". O'Day disse que se ela está buscando a sua própria carreira como artista solo, ela nunca recusaria a chance de subir no palco com seus ex-companheiros de banda. "Eu tenho muito respeito por essa situação, se houvesse interesse em voltar ... e fazer música com as meninas, eu nunca diria não para algo assim", disse ela. "No que diz respeito à outra negatividade, eu realmente só optei por não comentar", disse O'Day. "Eu escrevi um blog sobre a minha página do MySpace, e se alguém quiser saber como eu me sinto, eles podem ir lá". O'Day depois parecia ter mais de um sentimento positivo sobre toda a situação. Ela declarou: "Depois de ser expulso, eu aprendi que você tem que lutar para ficar feliz, e que leva o perdão de si mesmo".
Os espectadores puderam ver o desaparecimento contínuo da banda na terceira temporada do Making the Band 4, que estreou em 12 de fevereiro de 2009. Durante o episódio de 26 de fevereiro de 2009, assim como a temporada inteira, os telespectadores viram Richard e Fimbres ansiosas para continuar com grupo unido e com a esperança de trabalhar com Bex novamente. Esta ânsia eventualmente terminou em 16 de abril de 2009. Nos primeiros cinco minutos do episódio, Combs disse Richard e Fimbres durante uma reunião que ele lançou O'Day e Woods, juntamente com a Bex, a partir de seus contratos, e iria lançar Fimbres também. Ele disse a Richard que ela permanecerá na gravadora e que, se existem quaisquer planos futuros para uma nova Danity Kane, ela seria o único membro à retornar.
Em 23 de abril de 2009, os espectadores estavam esperando para ver todos os cinco membros do Danity Kane para a segunda parte do final para saber se Danity Kane seria, sem dúvidas, removido da gravadora Bad Boy ou se elas teriam um "novo começo" Combs como afirmado na primeira parte da final. Durante a final, Fimbres não apareceu. Bex explicou que Fimbres não apareceu porque Fimbres "tinha sido através suficiente" turbulência emocional com o grupo e queria ficar em casa com a família. Quanto a ela não aparecendo para a temporada de 2009 do Making the Band, Bex disse que era uma "escolha pessoal" e não era nada contra os fãs. Woods disse que parte da razão para o fim do grupo foi devido a não ter uma "base sólida", quando começou (cinco estranhas que deveram ficar  emocionalmente próximas) e que acabou por conduzir a problemas profissionais e pessoais com o grupo. O'Day disse que perdoou a quem a expulsão do grupo, e as pessoas que a culpava pelo rompimento do grupo. Quando perguntado se Danity Kane poderia ser um grupo de novo, O'Day disse que sim. Woods e Bex disse não neste momento. Combs disse que elas precisam de um "time out", por agora, especialmente para trabalhar em seu solo ou em carreiras alternativas, e que ele não vai reunir Danity Kane, a menos que o grupo seja composto por todos os cinco membros originais.
Em 30 de abril de 2009, um especial intitulado "The Rise and Fall of Danity Kane" foi ao ar na MTV. O especial foi uma história em profundidade mostrando como o grupo se uniu e se separou. Ele argumentou que o rompimento de amizades e novas amizades construídas no lugar de velhas amizades (O'Day e Fimbres tornando-se distante; O'Day se aproximando mais de Woods e Fimbres mais com Bex), bem como problemas de insegurança de cada membro, foram fatores para o fim do grupo. Além disso, todas, exceto Bex foi especuladas como causadoras para o fim do grupo.

### 2013-14 Reunião,DK3e segunda dissolução
Em maio de 2013, O'Day, Bex, Richard e Fimbres começaram a conversar sobre uma possível reunião e postaram fotos juntas no estúdio de gravação. Um anúncio com relação à reunião foi feito no Video Music Awards daquele ano na MTV. Durante o pré-show do MTV VMA de 2013, o quarteto anunciou que estavam se reunindo, sem qualquer relação com Diddy. Elas anunciaram que um single seria lançado em breve, intitulado "Rage", produzido por The Stereotypes, os mesmos produtores que produziram "Damaged". D. Woods não participou da reunião e declarou: "Foi trazido à minha atenção que minhas antigas companheiras do grupo Danity Kane estarão se reunindo e, embora eu não faça parte da reunião, desejo às garotas bênçãos e muito sucesso em seus empreendimentos".
A banda teve sua primeira apresentação em mais de cinco anos em 21 de setembro de 2013, no Village do iHeartRadio Music Festival em Las Vegas e apresentou uma versão a cappella de "Damaged". Em 15 de maio de 2014, seu primeiro single oficial de retorno, "Lemonade", foi lançado na Internet via SoundCloud. O single foi produzido por The Stereotypes e apresenta o rapper Tyga em uma produção sampleada de "Grindin'" (2002), o sucesso do Clipse. Em 16 de maio de 2014, na primeira noite de sua turnê #NOFilter no The Fillmore em São Francisco, após cantar várias músicas com Danity Kane, Fimbres anunciou que deixaria o grupo no final da digressão, O'Day, Bex e Richard confirmaram que o grupo continuaria como um trio.
Em 4 de agosto de 2014, enquanto estavam em um estúdio de gravação em Los Angeles, ocorreu uma briga na qual Richard supostamente deu um soco em O'Day. Após dias de especulação, O'Day e Bex divulgaram uma declaração pública em 8 de agosto anunciando a segunda dissolução do grupo. Em 24 de setembro, O'Day e Bex anunciaram que, apesar da separação, o terceiro álbum do grupo, DK3, seria lançado em 28 de outubro de 2014. Após o fim da banda, Bex e O'Day começaram a lançar músicas como uma dupla, chamada Dumblonde, enquanto Richard continuou a seguir sua carreira solo.

### 2018–2020: Segundo reunião
Em agosto de 2018, o grupo anunciou a The Universe Is Undefeated Tour, com O'Day e Richard afirmando que haviam feito as pazes. O set list da turnê seria dividido em três partes. A primeira parte se concentraria na promoção do material do segundo ano da dupla de Bex e O'Day, Dumblonde, seguida por uma segunda parte apresentando os trabalhos solo de Richard, enquanto a parte final incluiria músicas do grupo. Em janeiro de 2019, durante a passagem da turnê por Houston e algumas semanas depois no Instagram, O'Day anunciou que Danity Kane estava trabalhando em novas músicas.
Após uma turnê de quase um ano tocando as músicas solo, do Danity Kane e do Dumblonde, o trio lançou uma nova música sob o pseudônimo "Neon Lights" em 24 de junho de 2019. Elas estiveram em um evento interativo de dois dias, intitulado "Escolha sua própria aventura", onde os fãs decidiram quais músicas elas tocariam na primeira metade do show.
Em 2020, foi liberado um EP intitulado Strawberry Milk contendo dois singles: "Fly" e "Boy Down". Embora as faixas tenha sido lançada sob o nome Danity Kane, o EP também é promovido como AubreyXDawn. No Instagram Live, O'Day abordou a ausência de Bex no grupo. Ela afirmou "Shan está construindo uma empresa agora chamada Vooks". O'Day comentou: "Danity Kane é muito maior do que cinco garotas. Pode ser uma garota, pode ser duas, pode ser cinco. É uma voz para mulheres e você tem duas de nós agora dando a vocês essa voz e quem sabe o que o futuro nos reserva. As coisas podem evoluir, as coisas se movem em direções diferentes. Todas são sempre convidadas a voltar". Em 19 de março de 2020, Danity Kane lançou seu terceiro single como uma dupla intitulado "New Kings". No entanto, desde então, o grupo está em um hiato por tempo indeterminado.

## Integrantes
| Integrantes | Integrantes                                    | 2005 | 2006 | 2007 | 2008 | 2009 |  | 2013 | 2014 | 2014 |  | 2018 | 2019 | 2020 |
| ----------- | ---------------------------------------------- | ---- | ---- | ---- | ---- | ---- |  | ---- | ---- | ---- |  | ---- | ---- | ---- |
|             | Dawn Richard (2005–2009, 2013–2014, 2018–2020) |      |      |      |      |      |  |      |      |      |  |      |      |      |
|             | Aubrey O'Day (2005–2008, 2013–2014, 2018–2020) |      |      |      |      |      |  |      |      |      |  |      |      |      |
|             | Shannon Bex (2005–2009, 2013–2014, 2018–2019)  |      |      |      |      |      |  |      |      |      |  |      |      |      |
|             | Aundrea Fimbres (2005–2009, 2013–2014)         |      |      |      |      |      |  |      |      |      |  |      |      |      |
|             | D. Woods (2005–2008)                           |      |      |      |      |      |  |      |      |      |  |      |      |      |

## Discografia
- Danity Kane (2006)
- Welcome to the Dollhouse (2008)
- DK3 (2014)

## Turnês
| Atração principal - 2006: Jingle Ball Tour - 2008: Making the Band 4 - The Tour - 2014: #NoFilterTour - 2018: The Universe Is Undefeated Tour | Ato de abertura - 2005: The Never Gone Tour - 2006: Monkey Business Tour - 2006-2007: Back to Basics Tour |